# Isla Annie
La isla Annie (en inglés: Annie Island) es una de las Islas Malvinas. Se encuentra sobre el canal Águila, al sureste de la isla Águila, al norte de la isla Jorge y al suroeste de la isla Soledad.